# 日交ハイヤー
日交ハイヤー株式会社（にっこうハイヤー）は、北海道浦河郡浦河町に本社を置くハイヤー・バス事業者である。バス事業では日交観光バスの名称を使用し、日交バス（にっこうバス）と呼ばれることが多い。なお、その他の日交と呼ばれる会社とは一切の資本関係を持たない。

## 事業所
- 本社
  - 北海道浦河郡浦河町大通2-28
    - 旅行代理店部門併設。
- ハイヤー営業所
  - 北海道浦河郡浦河町昌平町3-31
    - 日交介護サービス部併設。
- 日交観光バス営業部
  - 北海道浦河郡浦河町堺町西2-2
- 様似営業所
  - 北海道様似郡様似町字西様似361-5
- えりも営業所
  - 北海道幌泉郡えりも町新浜11
- 室蘭営業所　トラベル・joy
  - 室蘭市輪西町2-5-1　（ぷらっと。てついち内）

## 路線バス
路線バス車両は2024年（令和6年）3月31日現在で3台登録されている。
浦河町内の東部地区（西舎・杵臼・上杵臼）、向別地区に路線を持つ。旧・国鉄バス日勝線の代替路線である。
利用客が減少しており、スクールバスとの統合やデマンド型交通への転換が実施されている。
- 日高幌別駅 - 西舎 - 杵臼 - 上杵臼[5]

- 日高幌別駅 - 鵜苫沢[5]
- 堺町東1丁目 - JRバス向別前 - 上目名太[6]

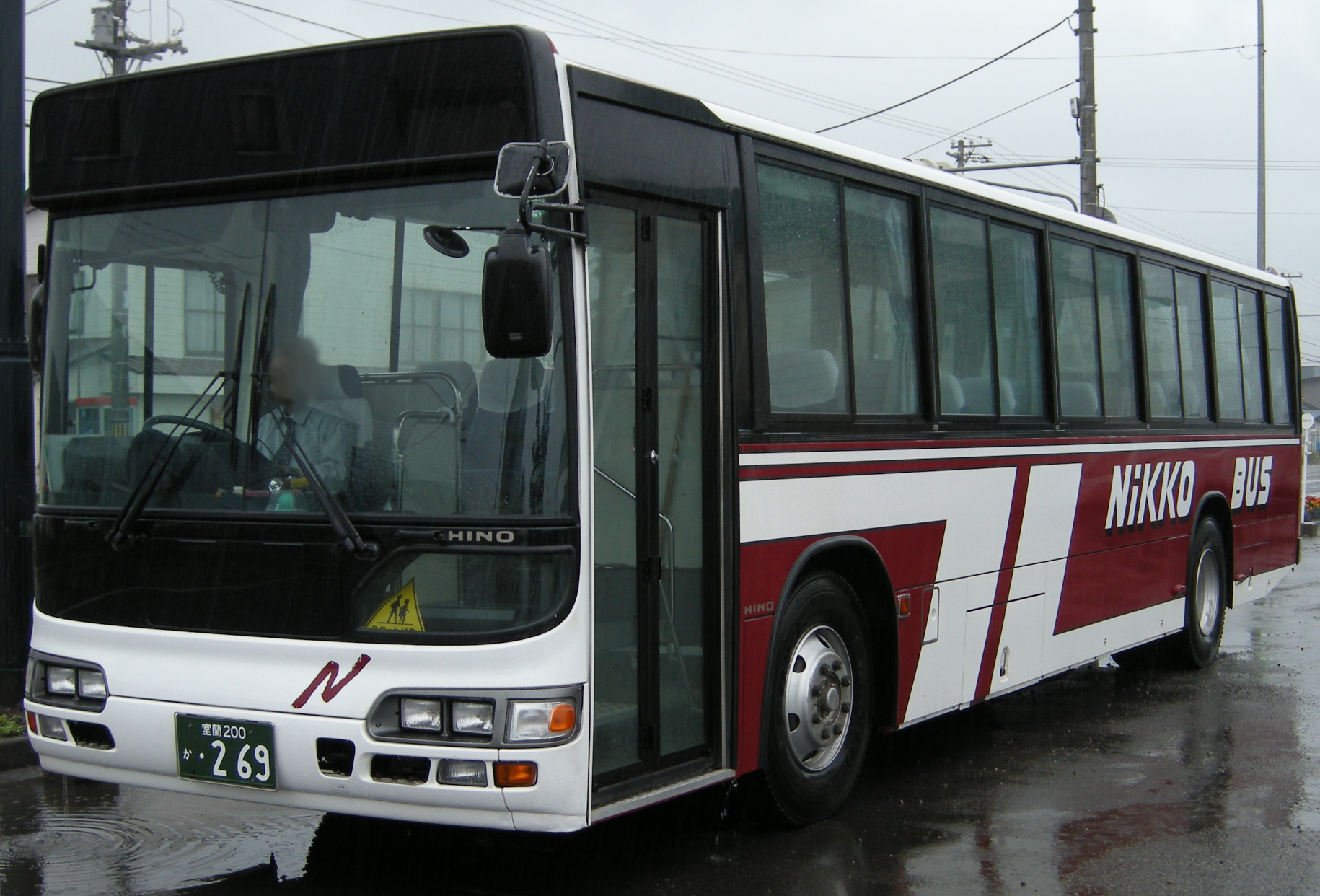
路線バス
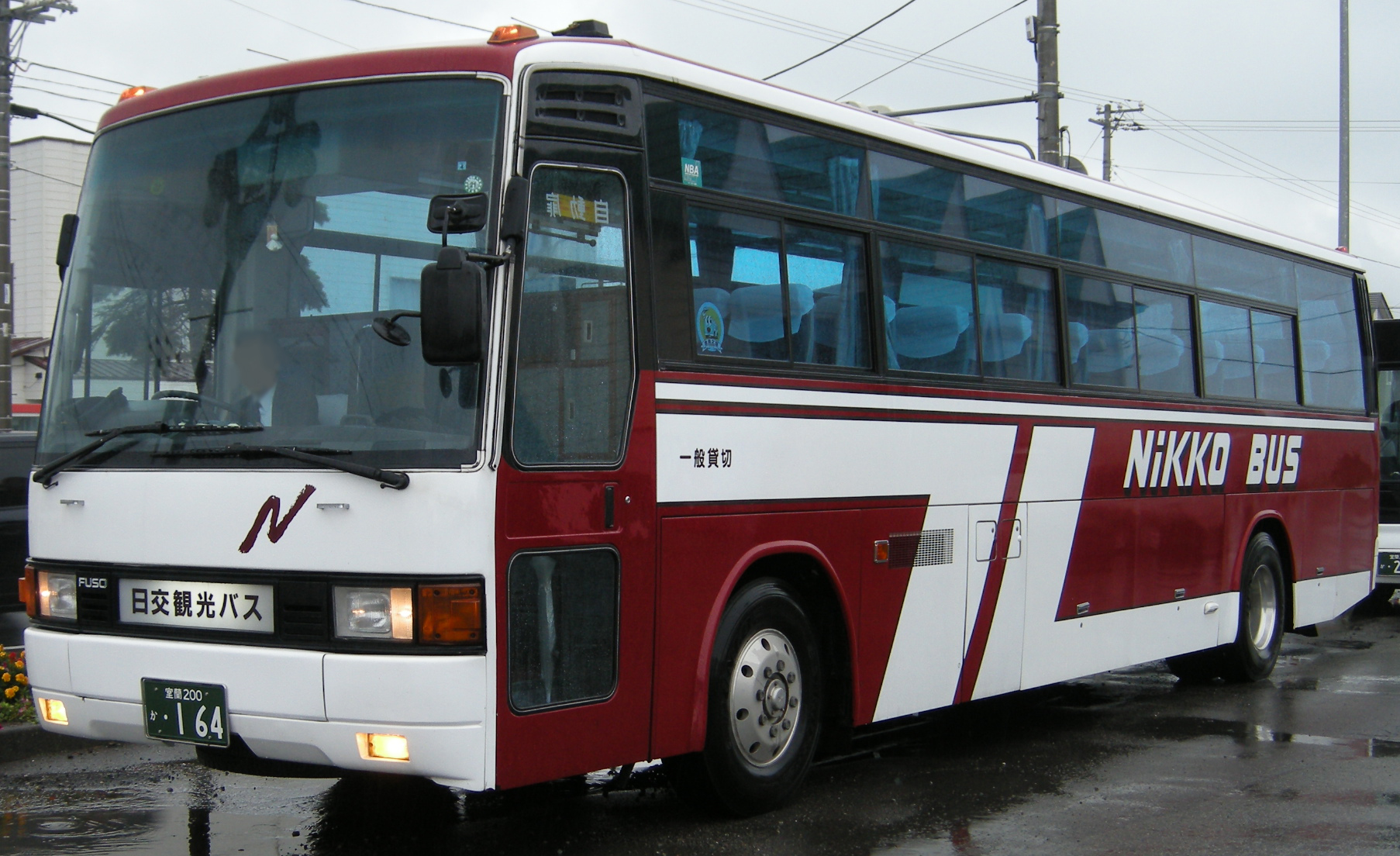
同

## 貸切バス
貸切バス車両は10台登録。事業区域は通常は室蘭運輸支局管内、札幌運輸支局管内のうち千歳市、恵庭市、北広島市、札幌市、江別市、夕張郡、帯広運輸支局管内のうち帯広市、河西郡、広尾郡での発着が認められているが、貸切バス事業者安全性評価認定制度による優良事業者に限定した営業区域の弾力的な運用による特例で、2025年（令和7年）4月1日現在北海道全域となっている

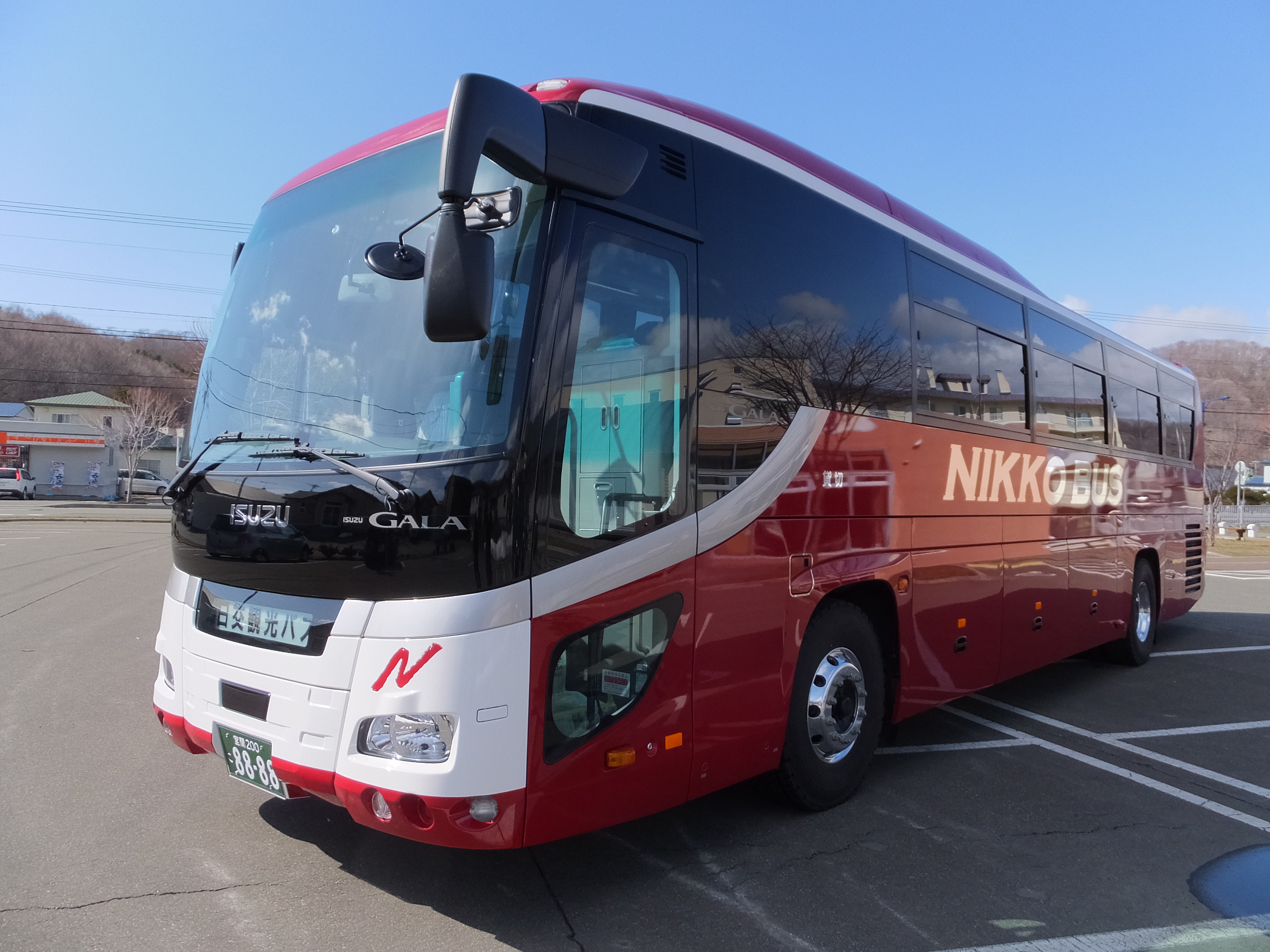
貸切バス　大型
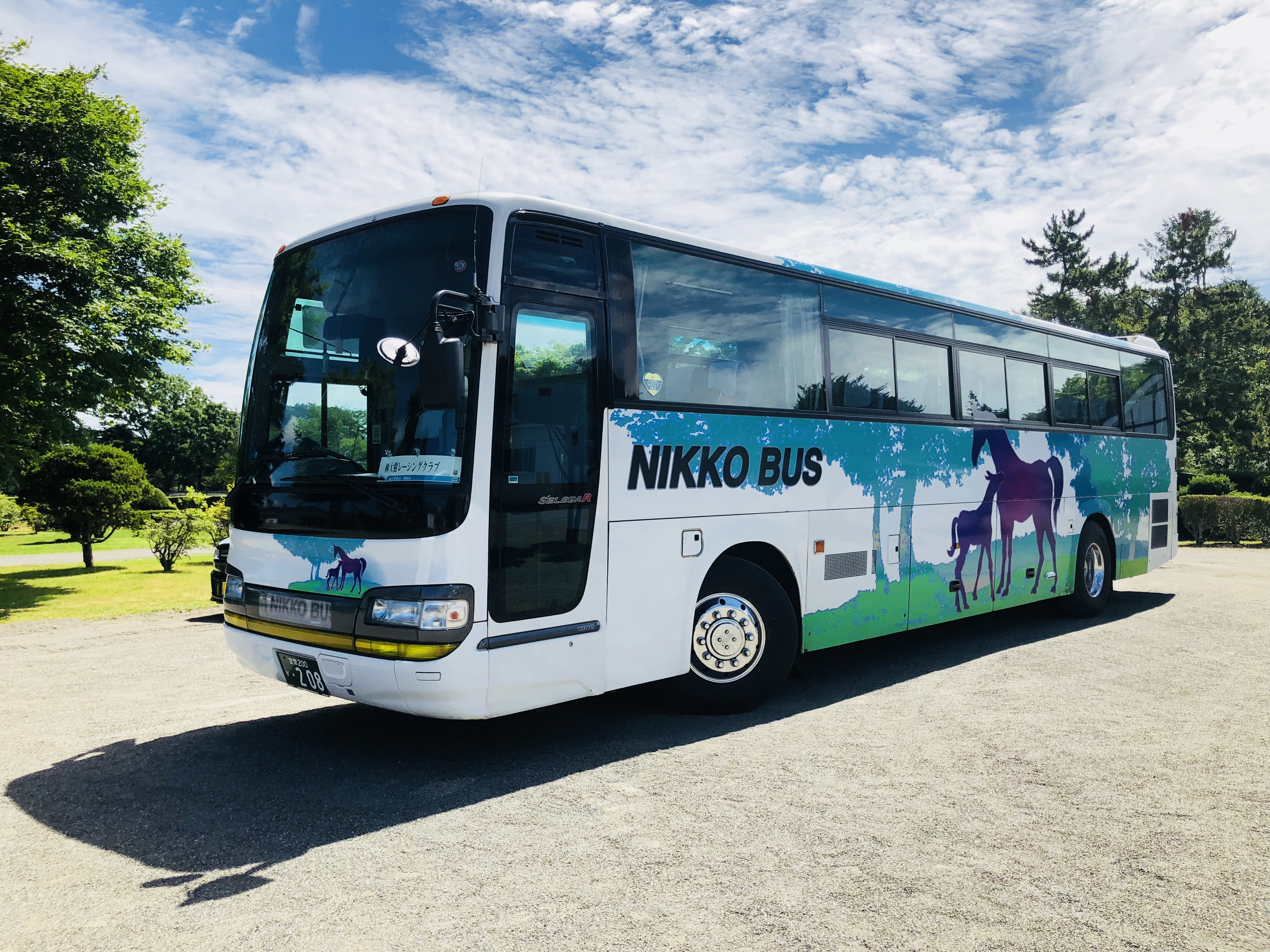
貸切バス　大型
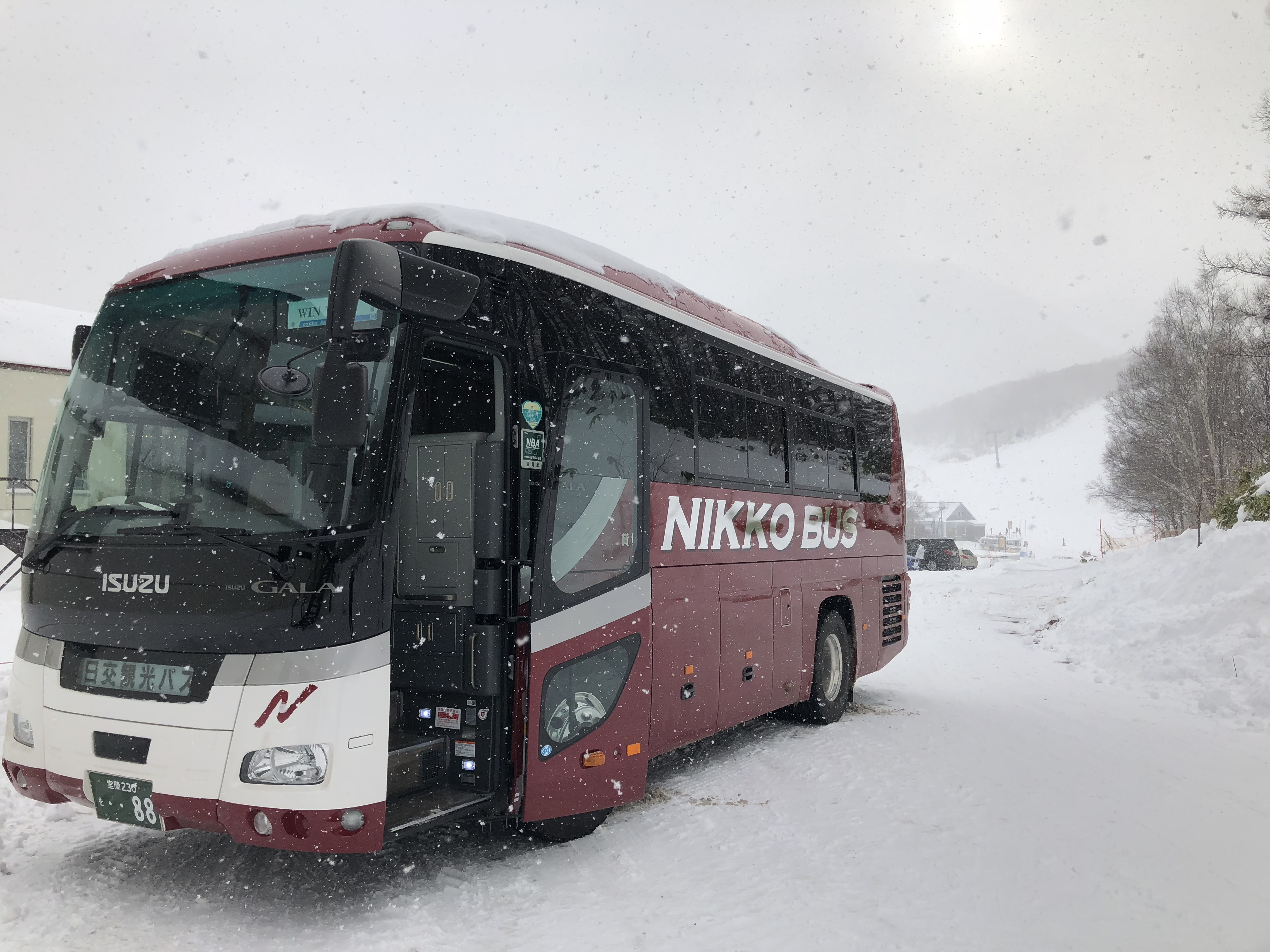
貸切バス　中型